# Müllverbrennungsanlage Asdonkshof
Die Müllverbrennungsanlage Asdonkshof ist eine von 1994 bis 1997 errichtete Müllverbrennungsanlage in Kamp-Lintfort. Sie ist Bestandteil des Abfallentsorgungszentrums Asdonkshof.

## Beteiligungen
An der Kreis Weseler Abfallgesellschaft mbH & Co. KG (KWA) sind der Kreis Wesel mit 99,8 % und die Stadt Kamp-Lintfort mit 0,2 % beteiligt.

## Kennzahlen
Die Müllverbrennungsanlage Asdonkshof hat einen Jahresdurchsatz von 270000 Tonnen, der in 2 Linien verfeuert wird. Die Feuerungswärmeleistung der Anlage beträgt 98,2 MW, die maximal auskoppelbare Fernwärmeleistung 30 MW. Daneben existiert noch ein Generator, der eine elektrische Leistung von 22 MW bereitstellen kann.
Der Kamin der Anlage ist 200 Meter hoch.